# Emiland Marie Chopin
Emiland Marie Chopin (ur. 7 sierpnia 1776 w Autun w departamencie Saony i Loary, zm. 17 stycznia 1828 w Dijon) – francuski wojskowy, dyplomata.
Kwatermistrz wojskowy 18 Dywizji. Pełnił funkcję intendenta (zarządcy) Francji w Gdańsku (1807-1808). Jego zwierzchnikiem był A.L. La Chevardiere, konsul generalny w Hamburgu. W 1809 otrzymał tytuł szlachecki kawalera.